# Saab 90 Scandia
Saab 90 Scandia (formellt kallad Saab 90A Scandia eftersom en större modell, 90B, planerades men aldrig blev byggd) var ett passagerarflygplan för 32 passagerare, tillverkat av Svenska Aeroplan Aktiebolaget (SAAB) i Linköping mellan 1946 och 1954 i totalt 18 exemplar.

## Historia
Första provflygningen gjordes i november 1946. av Claes Smith. Scandian var det första tvåmotoriga flygplan som lastat kunde lyfta med bara en motor, och vid demonstrationsflygningar runt om i Europa förskräcktes många flygbolagsdirektörer när kaptenen stängde av en motor under starten.
Trots många överlägsna egenskaper, och trots att den dåtida internationella flygpressen hyllade planet som den moderna efterföljaren till DC-3:an, blev inte Scandia någon stor försäljningsframgång. Samtidigt innebar kalla kriget att svenska försvarets efterfrågan på stridsflygplan blev så hög att företaget hade svårt att satsa på civil flygproduktion samtidigt. För att inte äventyra den militära produktionen tvingades man därför lägga tillverkningen av de sista Scandia-beställningarna hos Fokker i Nederländerna.
En planerad större modell, 90B utrustad med tryckkabin, förverkligades aldrig på grund av bristande efterfrågan. Tryckkabin betraktades då fortfarande som en stor lyx och fanns bara på ett fåtal betydligt större långdistansflygplan, som Boeing 377 Stratocruiser.
Scandia tillverkades totalt i 18 exemplar, inklusive prototypplanet. När man startade serietillverkningen 1947 hade den enda ordern på tio plan från ABA skurits ner till sex plan som en följd av att ABA 1946 blivit en del av det nybildade SAS 1946. Saab lyckades dock avyttra de andra fyra till Aerovias Brasil, som sedan sålde dem vidare till brasilianska VASP. Denna första omgång på tio plan följdes av ytterligare två beställningar från SAS och fem från VASP. SAS använde sina Scandia främst på rutter inom Norden, men även bl.a. till London mellan 1953 och 1955.
1957 sålde SAS samtliga Scandia till VASP, som fortsatte att använda dem på inrikesrutter i Brasilien under hela 1960-talet. Den sista kommersiella flygningen med en Scandia gjordes 22 juli 1969.

## Idag

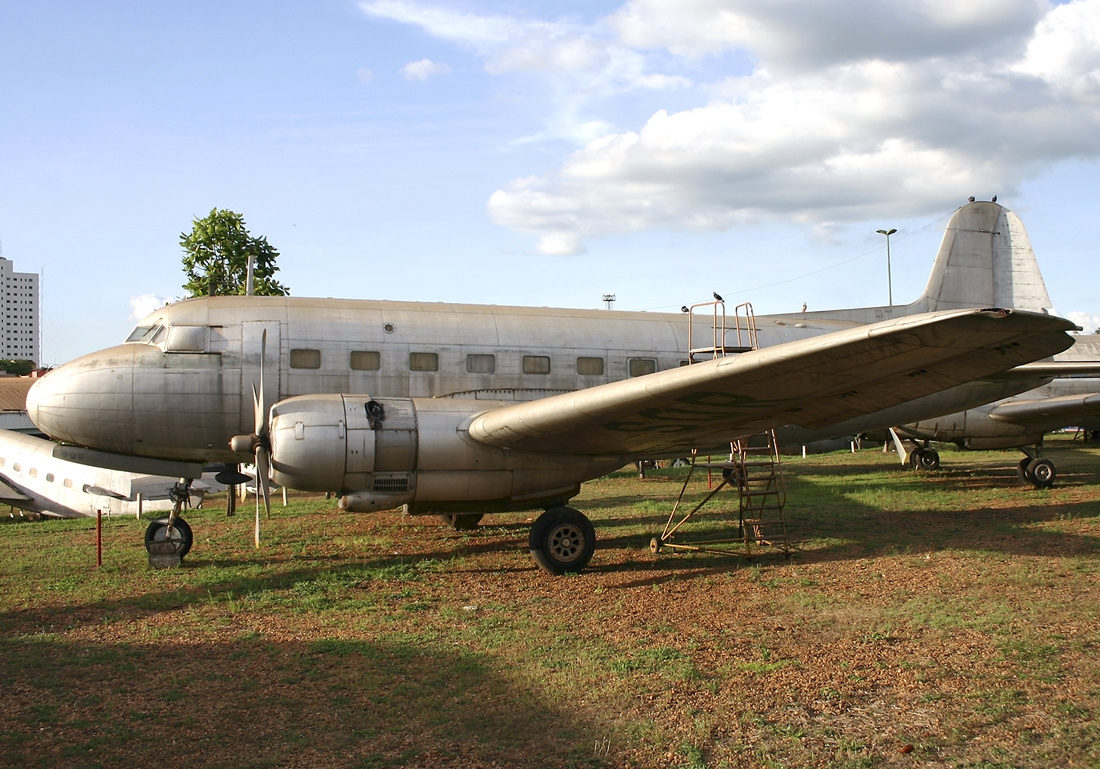
Saab 90 Scandia PP-SQR

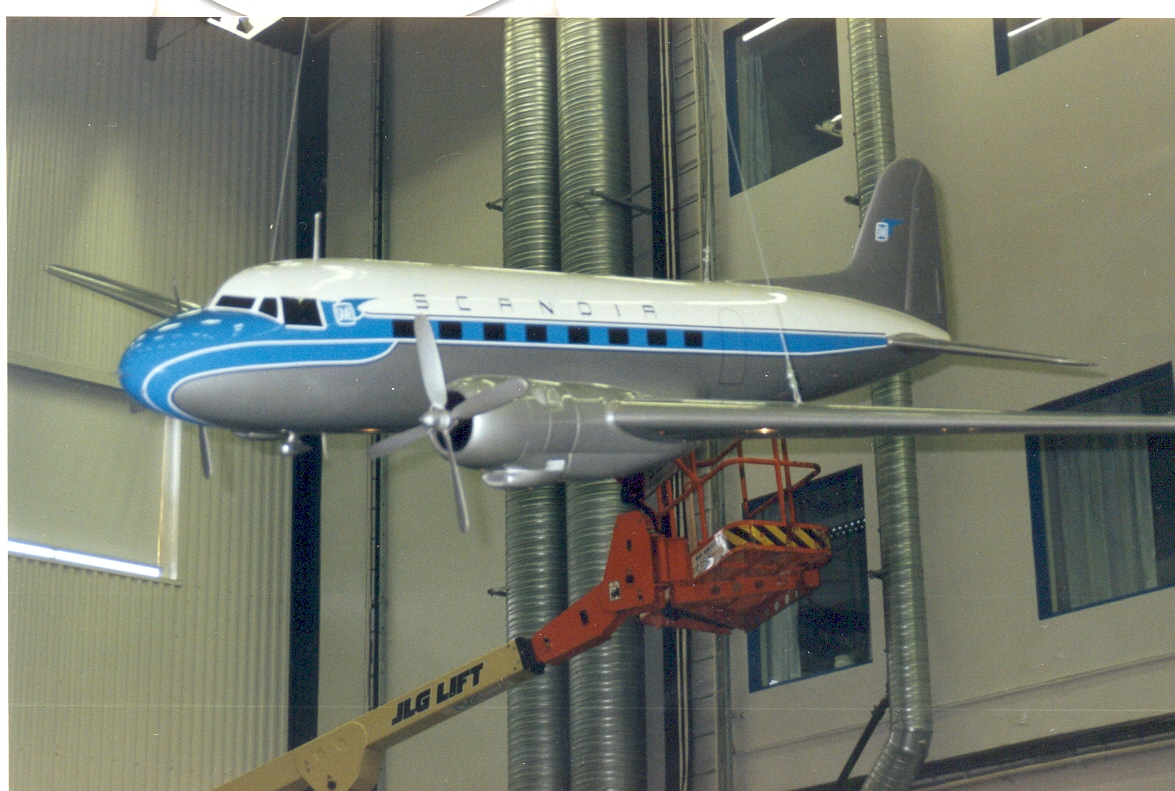
Saab 90 Scandia

Idag finns det endast ett Saab 90 Scandia kvar. Det står utomhus i ett museum i Bebedouro, Brasilien. Det sägs vara komplett, men i mycket dåligt skick. Saab försökte köpa planet till sitt 50-årsjubileum 1987, men ägaren begärde ett pris Saab tyckte var orimligt högt.